# Madonna von (Schloss) Jindřichův Hradec

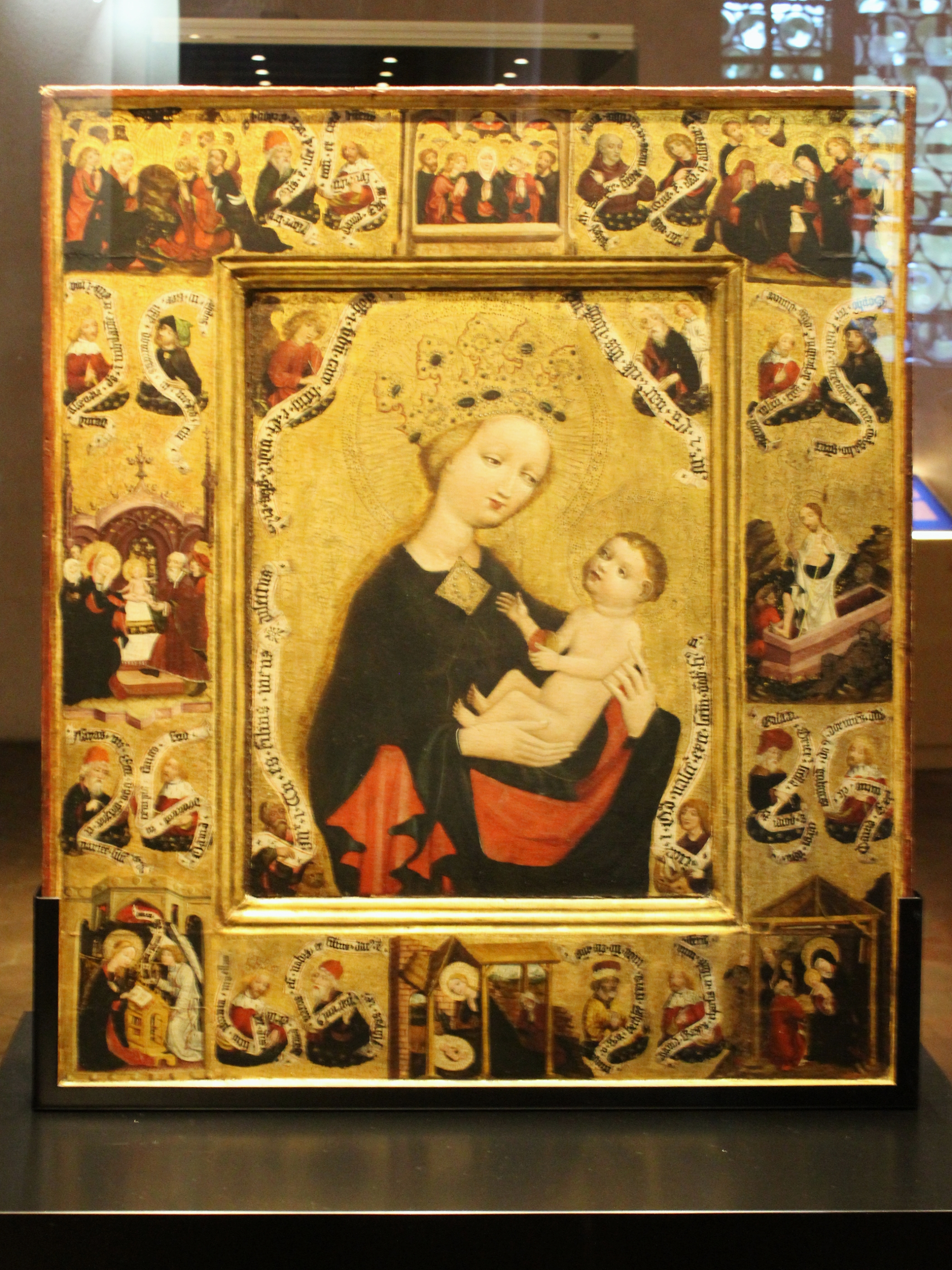
Madonna von Jindřichův Hradec

Als Madonna von Jindřichův Hradec (deutsch Madonna von Neuhaus) wird ein spätmittelalterliches Tafelbild bezeichnet, das eine Madonna mit Kind umgeben von vier Evangelisten darstellt. Das Bild ist umrandet von kleinformatigen Szenen aus dem Marienleben. Das wohl von einem böhmischen Meister um 1460 geschaffene Bild gehört zu den bemerkenswerten mittelalterlichen Sehenswürdigkeiten des Schlosses Jindřichův Hradec in Böhmen.
Der namentlich nicht bekannte Künstler, der das Bild während der Herrschaft von Heinrich IV. von Neuhaus, Oberstburggraf von Prag gemalt hat, steht dem in seiner Epoche vorherrschenden Weichen Stil nahe und zeigt eine stilistische Verbindung zum Meister von Hohenfurth. 
Die Madonna von Jindřichův Hradec und ihr Meister kann als Anzeichen gesehen werden, dass trotz des Rückgangs der Bedeutung der sogenannten Böhmischen Malerschule nach 1420 eine durch sie in Böhmen geprägte Stilrichtung weiterbestand. Wie andere Werke dieser Gruppierung zeigt auch die Madonna eine Nähe zu byzantinischer Formentradition.